# Grimbergen

Grimbergens vapen

Grimbergens läge inom provinsen Vlaams-Brabant

Grimbergen är en kommun i provinsen Vlaams-Brabant i regionen Flandern i Belgien. Grimbergen hade 34 526 invånare per 1 januari 2008. På grund av sin närhet till Bryssel pendlar många i kommunen dit för arbete.